# Der große Fall
Der große Fall ist ein im Frühwinter 1944/45 hergestellter Abenteuer- und Kriminalfilm von Karl Anton mit Gustav Fröhlich und Lotte Koch in den Hauptrollen. Der Geschichte liegen Motive des Romans „Hölle ahoi!“ (1939) von Georg Mühlen-Schulte zugrunde.

## Handlung
Fred Merkl und sein Freund und Kumpel Bert Hube betreiben, nicht sehr erfolgreich, eine Privatdetektei namens Cerberus. Endlich bekommen sie eines Tages einen scheinbar lohnenden Auftrag: Fred und Bert sollen im Auftrag eines Herrn van Velden drei wertvolle Edelsteine sicher mit dem Flugzeug von Europa nach Südamerika überführen. Der Auftrag macht den Eindruck, als handele es sich um einen großen Fall. Da es offensichtlich überall Gauner zu geben scheint, die es auf die Klunker abgesehen haben, verkleidet sich Fred als ein „Fräulein Sörgel“, eine ältliche Jungfer, um möglichst für andere Passagiere unauffällig zu erscheinen. Als seine Begleitung tritt van Veldens Tochter Gisa in Erscheinung. Kaum an Bord, müssen „Fräulein Sörgel“ und „ihre“ Begleitung Gisa erkennen, dass sich allerlei lichtscheues Gesindel ebenfalls an Bord befindet. Prompt schlagen die Langfinger zu: Fred werden die Edelsteine entwendet. Sein mitreisender Kumpel Bert geht auf die Suche und findet die Klunker in einer im Frachtraum befindlichen Statue mit Geheimfach wieder.
Bis zur Landung in Südamerika geraten die Diamanten noch das eine oder andere Mal in fremde Hände. Am Zielflughafen angekommen, werden die Ganoven aber auch das ominöse „Fräulein Sörgel“ samt Kumpel Bert von der dortigen Polizei erst einmal in Gewahrsam genommen. Fred und Bert sind perplex, als sie dort auch Herrn van Velden antreffen. Sie haben beide nicht bemerkt, dass auch er sich an Bord befunden hatte. Zu allem Überfluss hatte er die ganze Zeit die echten Klunker bei sich, während Fred und Bert auf Fälschungen, auf Duplikate, achtgeben mussten, nur um die Verbrecher von van Velden abzulenken. Fred und Gisa haben sich während des Fluges einander angenähert und finden Gefallen aneinander. Da Fred und Bert ihren Auftrag bestens erfüllt haben, hat van Velden auch nichts gegen eine Eheschließung zwischen seiner Tochter Gisa und Fred Merkl einzuwenden.

## Produktionsnotizen
Der große Fall entstand ab dem 25. November 1944 im Prager Radlitz-Atelier, die Dreharbeiten endeten im Januar 1945. Da der Film vor Kriegsende nicht mehr freigegeben wurde, erschien er als Überläufer erstmals am 30. Dezember 1949 im sowjetischen Sektor Berlins. Die bundesdeutsche Erstaufführung fand am 23. Juli 1953 in Hamburg statt. Spätere Titelalternativen waren Ein toller Fall und Ihr großer Fall.
Für das Gros der an diesem Film beteiligten Filmschaffenden war Der große Fall die letzte reichsdeutsche Produktion. Herstellungsgruppenleiter Karl Anton und Robert Wuellner waren auch Herstellungsleiter, die Produktionsleitung übernahm Wuellner außerdem. Die Filmbauten schuf Gottlieb Hesch, die Kostüme Margit zur Nieden.
Ingeborg von Kusserow singt die beiden Lieder in diesem Film:
- Ich werde Dich immer begleiten
- Mein Freund Hans-guck-in-die-Luft

## Kritik
„… eher alberne(s) kriminalistische(s) Verwechslungs- und Verkleidungslustspiel.“